# Minh Tuyet
Minh Tuyet (født Tran Thi Minh Tuyet, 15. oktober 1976) er en vietnamesisk sanger.

## Meritter

### Solo albummer
- Yêu Nhau Ghét Nhau (TMCD013), 1998
- Cho Em Một Ngày (TMCD021), 1999
- Mắt Buồn (TMCD022), 1999
- Lang Thang (TMPS013), 2000
- Và Em Còn Mãi Yêu Anh (TMPS016), 2001
- Bờ Bến Lạ (TMPS021), 2001
- Trở Về Phố Cũ (TMPS027), 2002
- Muộn Màng - Góc Phố Buồn (TMPS032), 2002
- Mãi Là Người Đến Sau - Hương Rượu Tình Nồng (TMPS040), 2003
- Về Cuối Ðường Tình (TMPS041), 2004
- Sao Anh Ra Đi - Dẫu Có Muộn Màng - Bến Yêu Xưa Em Vẫn Chờ (TMPS053), 2007
- The Best of Minh Tuyết - Quán Vắng 1 Mình - Em Vẫn Chờ Anh (TMC12), 2009

### Duet albummer
- Trái Tim Không Ngủ Yên with Johnny Dũng (TMCD017), 1999
- Tình Yêu Muôn Thuở with Johnny Dũng (TMPS019), 2001
- Tình Đơn Phương with Huy Vũ (TMPS014), 2000
- Chân Tình with Huy Vũ (TMPS022), 2001
- Minh Tuyết...và Những Tuyệt Phẩm Song Ca - Hương Rượu Tình Nồng - Bình Minh Tình Yêu with Johnny Dũng, Huy Vũ (TMC06), 2008

### Mix albummer
- Liên Khúc Tình 1 with Johnny Dũng, Tú Quyên (TMPS03)
- Liên Khúc Top Hits (TMC09)
- Liên Khúc Vietnamese Top Hits Cha Cha Cha - Dân Ca (TMC10)

### DVDs
- Về Cuối Đường Tình - Tình Đặc Biệt MTV 01, 2004
- Về Cuối Đường Tình - Tình Đặc Biệt DVD Karaoke MTV
- The Best of Minh Tuyết - Quán Vắng 1 Mình - Em Vẫn Chờ Anh - Music Video & Karaoke, 2009